# 加藤寛嗣
加藤 寛嗣（かとう かんじ / ひろつぐ、1920年（大正9年）9月26日 - 2002年（平成14年）3月17日）は、第14代四日市市長。三重県四日市市塩浜地区馳出町出身。

## 経歴
三重県四日市市の旧家の加藤寛の長男で、三重県知事の田中覚は従兄弟であった。ハワイ州で生まれた。1944年（昭和19年）9月に東京帝国大学経済学部を卒業し、津海軍工廠に配属され終戦を迎えた。1945年（昭和20年）11月、三菱銀行に入行した。1946年（昭和21年）4月、日本肥料株式会社四日市工場に転じた。東海瓦新化成株式会社、三菱油化株式会社旭工場総務部長を経て、1967年（昭和42年）12月に三菱油化を退職した。
その間、1947年（昭和22年）に四日市市議会議員に当選し、以後12年間に各委員長、副議長を歴任した。1967年（昭和42年）に九鬼喜久男市長から四日市ぜんそく公害問題解決のために四日市市助役に任命される。なお四日市ぜんそくの被告企業の1社である三菱油化から加藤を助役として選任したことは、四日市公害裁判の原告に市が敵対する姿勢を表明したと受け止められても仕方ない措置であったとする意見がある。岩野見斉市長下でも四日市市助役となった。

### 四日市市長
1976年（昭和51年）12月25日、岩野見斉退任〔一期〕の後を受けての市長選挙に立候補し、四日市の旧家の家柄で外国語学院経営の伊達則彦、日本共産党候補の水野修二、安藤素滋（無所属）を破り、市長に当選。加藤が51782票、伊達が40687票、安藤と水野が4000票台であった。 所信表明では、社会情勢が高度経済成長から安定成長へ、また無制限な開発から規制による秩序ある開発へ、さらに産業優先から人間尊重・福祉優先の時代へ移行している認識に立つこと、石油危機による経済不況に回復の遅れと税収の伸びが停滞しており財政面での倹約があるものの、地方自治とは市民生活そのものであり、福祉都市四日市の建設のために、人間尊重の理念と対話や協調のある地域社会づくりをすることを述べ、「福祉行政の充実と社会弱者の救済」「教育文化の振興と青少年の育成」「生活環境の改善、特に下水道の整備と河川改修などの排水対策」「活力と魅力ある都市行政の推進」「基本構想たる都市構想の推進」の5点を重点政策として掲げた。
1980年（昭和55年） 2度目の市長選挙で、日本共産党の馬場久勝との一騎討ちに86％の圧倒的な得票率で勝利した。以後橋本茂・水野修治などの日本共産党候補対加藤の図式に勝利した。1981年（昭和56年）12月、中央公害対策審議会の委員となり、1983年（昭和58年）7月、全国市長環境保全対策特別委員会の委員長となる。1987年（昭和62年）2月4日には、公害健康被害補償法の改正案（四日市ぜんそく被害の四日市市内の大気汚染による四日市公害病認定制度の廃止）に対し、反対しない意見書を首相中曽根康弘に提出した。 
1989年（平成元年）7月、電源立地促進功労者として通産大臣表彰を受ける。1991年（平成3年）5月、石油基地自治体協議会会長となる。
1993年（平成5年）6月5日、国際連合環境計画（UNEP）よりグローバル500賞が授与された。1995年（平成7年）9月、四日市市議会は加藤寛嗣市長の提案を受け快適環境都市宣言の採決を議決した。1997年（平成9年）の市制100周年に向けた記念事業を推進し、四日市ドームの建設などを行った。
1996年（平成8年）12月23日 の任期満了をもって、5期20年の四日市市長の職を引退した。前年より腹部大動脈瘤で手術を行うなど入退院を繰り返し、1996年6月7日に正式に退任を表明していた。

## 人物
- 人間性を尊重して誠実を信条とする、真面目に仕事するベテラン政治家であった[8]。
- 四日市市長として二酸化硫黄排出の総量規制を行うなど大気汚染の改善に努め、公害病患者への医療費の公費負担制度を創設するなどの業績を残し、これが「グローバル500賞」の受賞につながった[4]。一方で、公害脱却・公害の忘却・公害の幕引きを先導したという評価もある[9]。
- 趣味はゴルフ、読書、古典音楽鑑賞であった[10]。